# Javier Lacalle
Francisco Javier Lacalle Lacalle (Burgos, 10 de agosto de 1969) es un político español, alcalde de la ciudad de Burgos  desde junio de 2011 hasta junio de 2019. Licenciado en Derecho, anteriormente fue director general de Juventud de la Junta de Castilla y León (1999-2003) y, durante la alcaldía de Juan Carlos Aparicio, primer teniente de alcalde, portavoz y concejal de Fomento en el Ayuntamiento de Burgos (2003-2011). Fue secretario del comité electoral del Partido Popular de Castilla y León y miembro del comité ejecutivo regional. Desde mayo de 2019 es senador por Burgos. No se le conoce otro trabajo anterior a su actividad política, que ejerce desde muy joven.

## Cargos desempeñados en el Partido Popular
Afiliado en 1990; presidente provincial (provincia de Burgos) de Nuevas Generaciones en 1994 y vicesecretario regional (Castilla y León) de esta organización entre 1996 y 2001; vicesecretario del PP de Burgos en 2001 y coordinador electoral regional entre 2002 y 2005. Desde 2008, secretario general del PP de Burgos.
Desde el 1 de abril de 2017, elegido Vicesecretario de Organización y Electoral del Partido Popular de Castilla y León.

## Cargos políticos
Concejal del Ayuntamiento de Burgos (1995-1999) y presidente de la Comisión de Juventud, vicepresidente del Instalaciones Deportivas, vicepresidente del Instituto Municipal de Cultura, miembro de la junta de gobierno del Patronato de Turismo. 
Director general de Juventud de la Junta de Castilla y León (1999-2003). En ese mismo periodo fue secretario general de la Red Española de Albergues Juveniles. 
Primer teniente de alcalde, portavoz y concejal de Fomento en el Ayuntamiento de Burgos (2003-2011). Uno de los impulsores del Aeropuerto de Burgos, responsable de las peatonalizaciones del centro y también del bulevar ferroviario.

### Alcalde de Burgos
En 2011, el entonces alcalde Juan Carlos Aparicio consideró que ocho años eran «más que suficientes» para estar en su cargo, y renunció a presentar su candidatura a las siguientes elecciones municipales. El 16 de diciembre de 2010 la Junta Directiva Provincial del Partido Popular proclamó por unanimidad a Francisco Javier Lacalle como nuevo candidato a la alcaldía de Burgos para las elecciones municipales del 22 de mayo.